# Deluz
Deluz – miejscowość i gmina we Francji, w regionie Burgundia-Franche-Comté, w departamencie Doubs.
Według danych na rok 1990 gminę zamieszkiwały 692 osoby, a gęstość zaludnienia wynosiła 86 osób/km² (wśród 1786 gmin Franche-Comté Deluz plasuje się na 237. miejscu pod względem liczby ludności, natomiast pod względem powierzchni na miejscu 561.).